# Asiatisk guldkat
Den asiatiske guldkat (latin: Catopuma temminckii), eller Temmincks kat, er et kattedyr, som lever i Sydøstasien. Den ligner den afrikanske guldkat, men er ikke tæt beslægtet med den.

## Taksonomi
Temmincks kat har været henført til slægten Pardofelis ligesom marmorkatten, men en specialistgruppe under IUCN mener stadig, at den bør henføres til slægten Catopuma sammen med Borneo-kat.
Temmincks kat har navn efter den hollandske zoolog Coenraad Jacob Temminck, der som den første beskrev den afrikanske guldkat i 1827.